# 남산동 (부산)
남산동(南山洞)은 대한민국 부산광역시 금정구의 법정동이자 행정동이다.

## 명칭 유래
금정산 동쪽으로 남산봉(南山峰)이라는 봉우리가 있는데 명칭은 이 봉우리에서 따온것으로 보인다. 이곳에는 남산소류지가 있다.

## 같이 보기
- 대한민국의 지리
- 대한민국의 행정 구역